# Kepone
Kepone es una banda estadounidense de indie rock con sede en Richmond, Virginia. Formada en 1991, el nombre de la banda se derivó de la crisis de Kepone que ocurrió en el área de Richmond en la década de 1970.1 Originalmente formada como un proyecto paralelo de Michael Bishop de Gwar, la formación original de la banda también incluía al guitarrista Tim Harriss de Burma Jam y Hoi-Polloi, así como el baterista Seth Harris de Honor Role. Kepone lanzó su álbum debut, Ugly Dance, a través de Quarterstick Records en 1994. Harris se fue poco después para enfocarse en el activismo ambiental, y Ed Trask de los Holy Rollers lo reemplazaron. La banda lanzó dos álbumes más, Skin y Kepone, antes de su eventual ruptura. Los tres tocarían por separado en otras bandas antes de reunirse para formar American Grizzly con el vocalista Bunny Wells. American Grizzly se separó en 2005.
La banda se reunió por una noche en el Gwar-B-Q 2011 en Richmond, Virginia, el 17 de septiembre de 2011. Kepone abrió para Lamb of God el 22 de enero de 2012 en The National en Richmond, y Gwar el 21 de diciembre de 2012 en NORVA en Norfolk, Virginia. Desde entonces, Kepone se ha reunido para actuar en pocas ocasiones más como en 2012 en festival música Sant Feliu Fest en San Felíu de Guixols, o en 2014 en el escenario principal de Gwar-B-Q 2014 en Hadad's Lake en Richmond.

## Discografía

### Álbumes
- Ugly Dance (1994)
- Skin (1995)
- Kepone (1997)[1]

### Singles
- From Ugly Dance
  - 1994 "Henry"
  - 1994 "Ugly Dance"
- From Skin
  - 1995 "Knifethrower"
- From Kepone
  - 1997 "Ghost"